# كامبو نيللبا
كامبو نيللبا هي بلدية تقع في جزيرة إلبا في مقاطعة ليفورنو والتي تقع في منطقة توسكانا الإيطالية، تقع على بعد حوالي 140 كيلومتر (87 ميل) جنوب غرب فلورنسا، وعلى بعد حوالي 90 كيلومتر (56 ميل) جنوب ليفورنو.